# Азіанізм
Азіанізм (або Азіанський стиль) — напрямок в елліністичній і частково римській риториці (Гортензій, в ряді випадків Цицерон). Походження назви напрямку вказує на Малу Азію (на противагу Аттиці) — місце, звідки вийшли (грецькі) представники цього ораторського стилю.

## Походження
Достеменно невідомо, хто саме є засновником азіанізму. За словами грецького історика й географа Страбона, цей стиль започаткував та активно використовував Гегесій Магнесійський. Гегесій "розвинув і представив стилістичні ефекти, якими послуговувалися софісти і, зокрема, Горгій". 
У азіанському стилі культивувалися великі періоди, прикрашені паралелізмами і антитезами, ритмічна проза (іноді з римою), гра слів. Прихильники аттикізму бачили в азійському стилі "перекручення еллінських смаків азійським впливом" — звідси і пейоративне його відзначення. Під впливом азіанізму склалася вся пізня антична проза, до його традицій сходить література Відродження і бароко.

## Термін
Вперше термін "азіанізм" вжив Цицерон. У своїй книзі "Оратор" він виділяє такі два види азіанського стилю: перший — "стиль, сповнений Горгіанських фігур", а другий — стиль, якому характерна більш швидка манера висловлювання із вживанням риторичних прикрас. Різниця між ними мінімальна. Спільним для обох цих стилів було завдання викликати разючий ефект.   

## Представники
- Гай Гракх
- Публій Сульпіцій Руф
- Есхін Мілетський
- Квінт Гортензій Гортал

## Вплив на розвиток культури
За Ернстом Курціусом, азіанізм — це перша іпостась європейського маньєризму, як аттіцизм європейського класицизму. 